# ユーロスペース
ユーロスペース (EUROSPACE) は、東京都渋谷区にある映画館（ミニシアター）、およびそれを運営する企業（有限会社ユーロスペース）である。

## 概要

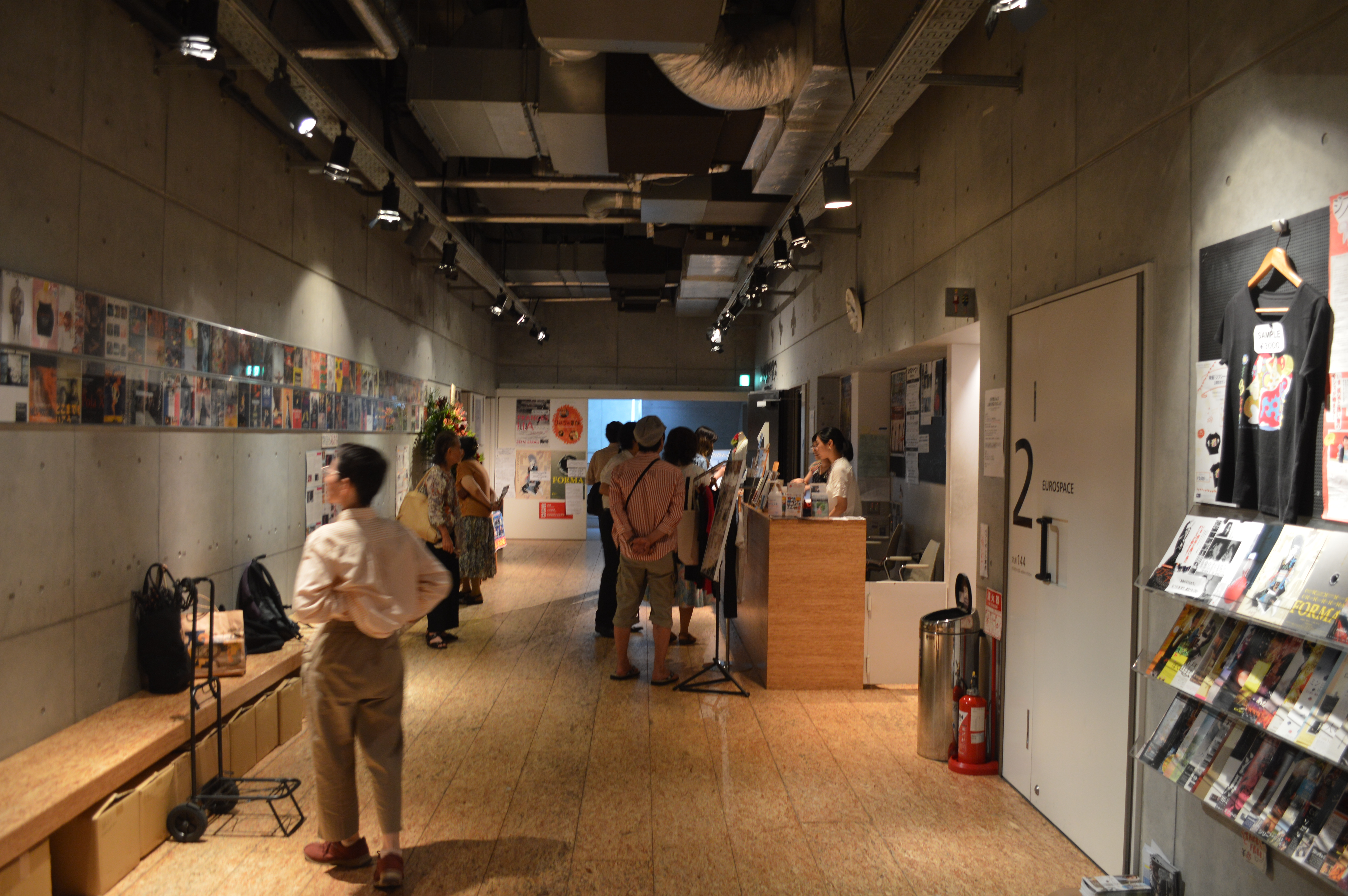
ロビー

劇場は渋谷区円山町のKINOHAUSビル（旧称：Q-AXビル）3階にある。このビルの4階には名画座「シネマヴェーラ渋谷」が入居しており、ユーロスペースと2館共通の会員制度が設けられている。また2階にはユーロスペースが運営するライブホール「ユーロライブ」があり、映画上映・トークライブ・落語会などに使用されている。
2006年1月のQ-AXビル落成の際には地下1階と2階に2スクリーンのミニシアター「Q-AXシネマ」も開館したが、2008年8月に「渋谷シアターTSUTAYA」と改名後、2010年9月に閉館した。代わりに2010年11月に地下1階から2階までの3フロアに映画美学校が移転し、地下1階の劇場は映画美学校試写室となった。2011年4月には2階に多目的ホール「オーディトリウム渋谷」として再オープンし、ミニシアターとして映画の上映が行われていたが、2014年10月に再び閉館、翌11月より「ユーロライブ」として復活した。1階には2016年7月、ロフトプロジェクトによるトークライブハウス「LOFT9 Shibuya」がオープンした。

## 沿革
1982年、堀越謙三が渋谷駅南西の桜丘町にある東武富士ビルの2階に開館。当初は映画上映専門ではなく、多目的スペースとしての位置づけであった。オープニング作品は『ある道化師』。当時はまだ日本での知名度が低かったレオス・カラックス、アッバス・キアロスタミなどの作品を紹介したり、『ゆきゆきて、神軍』などの話題作を上映するなどして、1980年代のミニシアターブームの一翼を担った。1994年には改装で2スクリーンとなった。
その後、ロングランになる作品が減って観客が短期間に集中するようになってきたことから、手狭感を解消するため移転することになり、新たにシネマヴェーラを開館する内藤篤、およびQ-AXシネマとともに映画館ビルを開くことになった。2005年11月に一時閉館、Q-AXビルの落成に伴い翌2006年1月に現在地でリニューアルオープンした。それまでの桜丘町の劇場は日本出版販売に譲渡され、2005年12月に日販が運営するミニシアター「シアターN渋谷」が開館したが、2012年12月に閉館した。

## 有限会社ユーロスペース
企業としてのユーロスペースは映画の製作・配給も手がけている。
主な配給作品に、アッバス・キアロスタミ監督『ホームワーク』『桜桃の味』『ライク・サムワン・イン・ラブ』、アキ・カウリスマキ監督『浮き雲』『過去のない男』、フランソワ・オゾン監督『焼け石に水』『まぼろし』など。
主な製作作品に、ウェイン・ワン監督『スモーク』、ジャン＝ピエール・リモザン監督『TOKYO EYES』、レオス・カラックス監督『ポーラX』、バフティヤル・フドイナザーロフ監督『ルナ・パパ』、フランソワ・オゾン監督『クリミナル・ラヴァーズ』『焼け石に水』『まぼろし』、黒沢清監督『大いなる幻影』、塩田明彦監督『どこまでもいこう』、松岡錠司監督『アカシアの道』など。